# 海陸客語
海陸客語，又稱海陸片，是漢語族客家語的一個支系，主要分佈在中國廣東省汕尾市（海陸豐）、臺灣新竹縣、以及印尼西加里曼丹省地區。1987年版的《中國語言地圖集》將其歸入粤台片新惠小片，而2012年版則將其劃出粤台片，單列為海陸片。

## 分佈
在中國大陸，主要分佈于廣東省汕尾市的陸河縣全境、海豐縣、陸豐市北部縣市、普寧市西半部鄉鎮、揭陽市揭西縣上砂鎮及五雲鎮，以及少部分惠來縣西北部鄉鎮、河源市紫金縣南嶺鎮、梅州市五華縣安流鎮以南鄉鎮，在中國語言學界通常以使用人口最為集中的陸河話為代表。
在臺灣，海陸腔客語是臺灣客家語五大腔调之一種。臺灣海陸客家人集中在臺灣新竹縣全縣與桃園市西南境觀音區、新屋區、部分楊梅區和苗栗縣臨新竹縣之北境鄉鎮（後龍、頭份、南），以及花蓮縣鳳林鎮。其中又有一些地區因與四縣客語接觸，形成所謂四海話。
在印尼、馬來西亞、汶萊等東南亞國家華人社區，也有海陸腔口音之客家話分布，並集中在婆羅洲島上，主要分布區域為印尼西加里曼丹省北部地區的山口洋市、三發縣、孟加影縣一帶以海陸腔的山口洋客語作為代表，當地華人口語上稱之為「硬話」，而孟加影縣以南的坤甸市、喃吧哇縣、古烏拉雅縣一帶以梅縣腔的坤甸客語相對，當地華人口語上稱之為「軟話」。此外，當地另有「惠州客家話」說法，因為清朝時，海豐縣與陸豐縣，兩縣都屬於清代廣東省惠州府管轄。

## 內部分片
中華人民共和國境內海陸客語可分為「河田片」與「新田片」（或為求符合實際跨縣市分布，改稱「陸揭片」與「普豐片」）。河田片分布區域為陸河縣（新田鎮除外）、揭西縣上砂、下砂、五雲，其特色在於第一人稱「𠊎（我）」讀ŋoi53、效攝一等讀如二等-au、溪母字多讀kʰ聲母、遇攝三等字讀-iu韻等、遇攝精組字讀-ɿ、u介音完整；新田片主要分布在陸河縣新田鎮、海豐縣與陸豐市北部鄉鎮、普寧市西半部、與惠來縣西北部分村落，其第一人稱「𠊎（我）」讀ŋai24或ŋai55、效攝一等讀如果攝-o、部分常用溪母字讀擦音h聲母、遇攝三等字除了陸豐八萬鎮以外，其餘區域讀-i韻較多、u介音較不完整。
臺灣海陸客語與陸河新田、陸豐、海豐、普寧所屬的新田片相類，並混合部分河田小片詞彙，乃至於五華長樂部分常用字的讀音而形成。根據族譜資料，早年移民臺灣的海陸客家人以河田片移民為多，但因新田片移民不乏各地開墾大戶，如北埔姜家、楊梅鄭大模家族、新屋范姜家均祖籍陸豐大安，普寧的溫氏、官氏、魏氏亦是促進竹東芎林開墾之重要家族，是以當地河田片移民的語言漸漸與握有較大政治經濟實力的新田片移民靠攏，然今日仍有少部分家庭保有河田片語音特色，如前新竹縣長范振宗所屬之新竹范家至今第一人稱「𠊎（我）」仍讀ŋoi53。
根據商克《陸豐方言》記載，西加里曼丹早期的海陸客語兼有河田、新田口音的特色，如遇攝精組字讀-ɿ的情況便相當豐富，u介音也保留完整，但在第一人稱「𠊎（我）」則讀ŋai55，遇攝三等字讀-i韻。而今日的山口洋海陸客語，則是u介音保留較不完整，遇攝精組字與止攝字合流讀-i，並且在聲調上出現陽去歸陰上的現象，明顯受到了後來河婆移民的口音影響。

## 音韻系統
各地海陸客語普遍具有21個聲母與66個韻母左右，主要差異在部分聲母與韻母的實際音值有細微差異，如舌葉音聲母的舌位前後不一致，但整體仍具有高度相似性。聲調上的差異則較為明顯，以下列舉各地主要方言點之各調類：
|            | 陰平 | 上聲 | 陰去   | 陰入  | 陽平 | 陽去 | 陽入   |
| ---------- | ---- | ---- | ------ | ----- | ---- | ---- | ------ |
| 陸河河田   | 53   | 13   | 31     | 45    | 35   | 33   | 54     |
| 普寧船埔   | 42   | 24   | 31     | 5     | 35   | 22   | 2      |
| 新竹竹東   | 53   | 24   | 21、11 | 45、5 | 55   | 33   | 54、32 |
| 印尼山口洋 | 53   | 24   | 31     | 34    | 55   | 24   | 5      |

## 詞彙
海陸客語的詞彙與梅縣、惠陽、四縣腔等等主流腔調詞彙相通度高，但亦有部分當地特殊詞彙說法，如「地豆（花生）」、「禾筍（筊白筍）」、「韶早（明天）」、「落水（下雨）」；此外另有因頻繁的閩客接觸而吸收的閩語詞，如「箸（筷子）」、「糜（稀飯）」、「菜頭（白蘿蔔）」、「柿仔」陸河讀sai31 tə35，新竹讀kʰi33 ə55等等。